# Ardelles
Ardelles és un municipi francès, situat al departament de l'Eure i Loir i a la regió de Centre – Vall del Loira. L'any 2007 tenia 213 habitants.

## Demografia

### Població
El 2007 la població de fet d'Ardelles era de 213 persones. Hi havia 78 famílies, de les quals 16 eren unipersonals (8 homes vivint sols i 8 dones vivint soles), 19 parelles sense fills, 35 parelles amb fills i 8 famílies monoparentals amb fills.
La població ha evolucionat segons el següent gràfic:
Habitants censats

### Habitatges
El 2007 hi havia 98 habitatges, 75 eren l'habitatge principal de la família, 19 eren segones residències i 4 estaven desocupats. 97 eren cases i 1 era un apartament. Dels 75 habitatges principals, 65 estaven ocupats pels seus propietaris, 9 estaven llogats i ocupats pels llogaters i 1 estava cedit a títol gratuït; 15 tenien tres cambres, 19 en tenien quatre i 41 en tenien cinc o més. 64 habitatges disposaven pel capbaix d'una plaça de pàrquing. A 30 habitatges hi havia un automòbil i a 45 n'hi havia dos o més.

### Piràmide de població
La piràmide de població per edats i sexe el 2009 era:
| Homes | Edats   | Dones |
| ----- | ------- | ----- |
| 0     | 95 o +  | 0     |
| 0     | 90 a 94 | 0     |
| 0     | 85 a 89 | 0     |
| 4     | 80 a 84 | 4     |
| 0     | 75 a 79 | 4     |
| 0     | 70 a 74 | 4     |
| 4     | 65 a 69 | 0     |
| 0     | 60 a 64 | 4     |
| 4     | 55 a 59 | 0     |
| 8     | 50 a 54 | 8     |
| 16    | 45 a 49 | 4     |
| 0     | 40 a 44 | 8     |
| 4     | 35 a 39 | 0     |
| 8     | 30 a 34 | 8     |
| 8     | 25 a 29 | 12    |
| 4     | 20 a 24 | 0     |
| 4     | 15 a 19 | 4     |
| 8     | 10 a 14 | 4     |
| 4     | 5 a 9   | 16    |
| 0     | 0 a 4   | 12    |

## Economia
El 2007 la població en edat de treballar era de 139 persones, 108 eren actives i 31 eren inactives. De les 108 persones actives 101 estaven ocupades (52 homes i 49 dones) i 7 estaven aturades (1 home i 6 dones). De les 31 persones inactives 11 estaven jubilades, 10 estaven estudiant i 10 estaven classificades com a «altres inactius».

### Ingressos
El 2009 a Ardelles hi havia 74 unitats fiscals que integraven 214 persones, la mediana anual d'ingressos fiscals per persona era de 21.188 €.

### Activitats econòmiques
Dels 4 establiments que hi havia el 2007, 1 era d'una empresa de construcció, 1 d'una empresa de serveis, 1 d'una entitat de l'administració pública i 1 d'una empresa classificada com a «altres activitats de serveis».
L'únic servei als particulars que hi havia el 2009 era una lampisteria.
L'any 2000 a Ardelles hi havia 4 explotacions agrícoles que ocupaven un total de 688 hectàrees.

## Poblacions més properes
El següent diagrama mostra les poblacions més properes.